# Боамон (Сома)
Боамон (фр. Boismont) насеље је и општина у североисточној Француској у региону Пикардија, у департману Сома која припада префектури Абевил.
По подацима из 2011. године у општини је живело 468 становника, а густина насељености је износила 30,06 становника/km². Општина се простире на површини од 15,57 km². Налази се на средњој надморској висини од 45 метара (максималној 46 m, а минималној 0 m).

## Демографија
| 1962. | 1968. | 1975. | 1982. | 1990. | 1999. | 2011. |
| ----- | ----- | ----- | ----- | ----- | ----- | ----- |
| 484   | 511   | 509   | 526   | 551   | 497   | 468   |

График промене броја становника у току последњих година